# 비밀번호 관리자
비밀번호 관리자, 암호 관리자 또는 패스워드 매니저(Password manager)는 사용자가 로컬 응용 소프트웨어나 웹 애플리케이션, 온라인 상점, 소셜 미디어와 같은 온라인 서비스에 대한 비밀번호를 저장하고 관리할 수 있게 해주는 컴퓨터 프로그램이다. 웹 브라우저에는 일반적으로 비밀번호 관리자 버전이 내장되어 있다. 많은 사람들이 암호를 일반 텍스트로 저장하여 해킹 시도를 허용했기 때문에 이러한 문제는 자주 비판을 받았다.
비밀번호 관리자는 비밀번호를 생성하고 온라인 양식을 작성할 수 있다. 비밀번호 관리자는 컴퓨터 애플리케이션, 모바일 애플리케이션 또는 웹 브라우저 확장이 혼합되어 존재할 수 있다.
비밀번호 관리자는 일반적으로 암호화된 데이터베이스에 비밀번호를 생성하고 저장하는 데 도움을 줄 수 있다. 비밀번호 외에도 이러한 애플리케이션은 신용 카드 정보, 주소, 상용 고객 정보와 같은 데이터를 저장할 수도 있다.
비밀번호 관리자의 주요 목적은 최종 사용자가 여러 서비스에 대한 여러 비밀번호를 기억하고 어떤 비밀번호가 어떤 서비스에 사용되는지 기억해야 하는 어려움을 겪을 수 있는 비밀번호 피로로 알려진 사이버 보안 현상을 완화하는 것이다.
비밀번호 관리자는 일반적으로 사용자가 애플리케이션에 저장된 모든 정보를 잠금 해제하고 액세스하기 위해 하나의 "마스터" 비밀번호를 생성하고 기억하도록 요구한다. 비밀번호 관리자는 지문이나 안면 인식 소프트웨어를 통해 다요소 인증을 통합하도록 선택할 수 있다. 그러나 애플리케이션/브라우저 확장을 사용하는 데는 이것이 필요하지 않다.
비밀번호 관리자는 컴퓨터나 모바일 장치에 애플리케이션이나 브라우저 확장으로 설치될 수 있다.

## 역사
암호를 안전하게 저장하도록 설계된 최초의 암호 관리자 소프트웨어는 브루스 슈나이어가 만든 패스워드 세이프(Password Safe)로 1997년 9월 5일 무료 유틸리티로 출시되었다. 윈도우 95용으로 설계된 패스워드 세이프는 슈나이어의 블로피시 알고리즘을 사용하여 암호 및 기타 민감한 데이터를 암호화했다. 패스워드 세이프는 무료 유틸리티로 출시되었지만 당시 미국 암호화 수출 제한으로 인해 처음에는 미국 및 캐나다 시민과 영주권자만 다운로드할 수 있었다. 구글 크롬이 가장 많이 사용되는 브라우저가 되면서 내장된 구글 비밀번호 관리자는 2023년 12월 기준 가장 많이 사용되는 비밀번호 관리자가 되었다.

## 같이 보기
- 보안 토큰
- 스마트카드
- 암호학